# San Mauro di Saline
San Mauro di Saline (Saline in veneto, Salàin in cimbro) è un comune italiano di 595 abitanti della provincia di Verona in Veneto.

## Geografia fisica
San Mauro dista circa 25 km da Verona. Rispetto al capoluogo è in direzione nord-est.
È racchiuso a nord dal comune di Velo Veronese, a ovest da Roverè Veronese e Verona, a sud da Tregnago e a est da Badia Calavena.
L'altitudine del comune varia da circa 300 m s.l.m. a circa 1050 m s.l.m.
Il territorio comunale si estende sulle dorsale tra la val di Mezzane e la Val d'Illasi.

## Origini del nome
Il comune si è chiamato semplicemente "Saline" fino al R.D. 11 agosto 1867, n. 3886, con cui è stato aggiunto il nome del patrono san Mauro di Verona (San Moro in dialetto locale).
Il toponimo potrebbe riflettere il latino salīna "terreno ricco di sale", ovvero "sterile". Un'ipotesi alternativa lo fa derivare da piére assaline "pietre da acciarino", ad indicare una zona in cui abbondano le pietre focaie.

## Storia
La zona è abitata sin dalla preistoria, com'è stato attestato da numerosi ritrovamenti. La popolazione crebbe nel XIII secolo, grazie ai coloni di lingua tedesca venuti ad insediarsi su terre loro concesse dai proprietari di quei territori: questi, favorendo la venuta di pastori e boscaioli, poterono meglio sfruttare le possibilità economiche delle loro proprietà fondiarie. San Mauro di Saline è uno dei Tredici Comuni della Montagna veronese dove si parlava il cimbro.

## Monumenti e luoghi d'interesse

### Architetture religiose
- Chiesa di San Leonardo - XIV secolo

Sorge sul monte di San Moro, è del 1388 sorta su una precedente chiesetta attigua ad un monastero, a 881 m s.l.m.. All'inizio fu dedicata a San Mauro, 27º vescovo di Verona, successivamente a San Leonardo di Limoges. La chiesa è in stile romanico. Ha tre navate e tre absidi rettangolari. Il porticato era destinato ad ospitare i pellegrini. Ha un campanile a pianta quadrata con quattro bifore. All'interno sulla porta c'è un affresco del XIV secolo che raffigura la Madonna con Bambino assieme San Leonardo e devoti. Altri affreschi sono del XVII e XVIII secolo. Di fronte alla chiesa c'è un obelisco del 1746. La chiesa ha avuto un recente restauro. San Leonardo è protettore dei prigionieri, dei fabbri, dei carrettieri, pellegrini, gestanti e guaritore di animali domestici.
- Chiesa di San Mauro - XVI secolo

## Società

### Evoluzione demografica
Abitanti censiti

## Cultura

### Eventi
- Sagra di San Leonardo

In settembre la domenica il 21 o la prima successiva. Era la festa di chiusura dell'alpeggio e del transito dalla montagna. Fino a qualche decennio fa si svolgeva una fiera del bestiame e gli anelli infissi intorno alla chiesa ne sono testimonianza. Oggi rimane un mercato, che contiene anche prodotti per l'agricoltura locale, una festa e le funzioni religiose si spostano in questo Santuario.
- Festa dei Marroni

Ultimo fine settimana di ottobre

## Economia
È un comune prevalentemente agricolo, nella parte bassa è importante la produzione delle ciliegie e nella parte alta delle castagne e dei marroni.
È zona di produzione del vino Valpolicella DOC, dell'Amarone della Valpolicella e del Recioto DOC

## Infrastrutture e trasporti
La direttrice principale che attraversa San Mauro è la SP16 della Via Cara che, partendo dal comune di Lavagno, risale l'altopiano lessinico fino al comune di Velo Veronese.

## Amministrazione
| Periodo           | Periodo           | Primo cittadino      | Partito                    | Carica                  | Note |
| ----------------- | ----------------- | -------------------- | -------------------------- | ----------------------- | ---- |
| 24 giugno 1985    | 19 settembre 1989 | Attilio Mattuzzi     | Democrazia Cristiana       | Sindaco                 |      |
| 19 settembre 1989 | 30 novembre 1989  | Rosalba Scialla      | -                          | Commissario prefettizio |      |
| 30 novembre 1989  | 21 novembre 1994  | Michelangelo Alberti | Democrazia Cristiana       | Sindaco                 |      |
| 21 novembre 1994  | 30 novembre 1998  | Michelangelo Alberti | Partito Popolare Italiano  | Sindaco                 |      |
| 30 novembre 1998  | 27 maggio 2003    | Roberto Corazza      | Lista civica               | Sindaco                 |      |
| 27 maggio 2003    | 15 aprile 2008    | Roberto Corazza      | Lista civica               | Sindaco                 |      |
| 15 aprile 2008    | 27 maggio 2013    | Italo Bonomi         | Lega Nord                  | Sindaco                 |      |
| 27 maggio 2013    | 11 giugno 2018    | Italo Bonomi         | Lega Nord                  | Sindaco                 |      |
| 11 giugno 2018    | 15 maggio 2023    | Italo Bonomi         | Lista civica Per San Mauro | Sindaco                 |      |
| 15 maggio 2023    | in carica         | Luciano Alberti      | Lista civica Noi con voi   | Sindaco                 |      |